# Carex idzuroei
Carex idzuroei är en halvgräsart som beskrevs av Adrien René Franchet och Paul Amédée Ludovic Savatier. Carex idzuroei ingår i släktet starrar, och familjen halvgräs. Inga underarter finns listade i Catalogue of Life.